# ساتورو موچیزوکی
ساتورو موچیزوکی (به انگلیسی: Satoru Mochizuki) بازیکن فوتبال اهل ژاپن و عضو تیم ملی فوتبال ژاپن است که در تاریخ ۲۷ ژانویه ۱۹۸۸ میلادی اولین بازی ملی‌اش را انجام داد. او در ۷ بازی ملی حضور داشت و آخرین بازی ملی خود را در تاریخ ۲۳ ژوئیه ۱۹۸۹ میلادی انجام داد. ساتورو موچیزوکی در بازی‌های ملی‌اش
گلی به ثمر نرساند.